# Atletismo nos Jogos Sul-Americanos de 2018
As competições de atletismo nos Jogos Sul-Americanos de 2018 ocorreram entre 5 e 8 de junho em um total de 45 eventos. As competições aconteceram no Estádio Municipal de Atletismo, localizado em Cochabamba, Bolívia.

## Calendário
Horário local (UTC-4).
| E | Eliminatórias | F | Final |

| Evento↓Data →              | Ter 5 | Qua 6 | Qua 6 | Qui 7 | Qui 7 | Sex 8 |
| -------------------------- | ----- | ----- | ----- | ----- | ----- | ----- |
| 100 metros                 |       | E     | F     |       |       |       |
| 200 metros                 |       |       |       | E     | F     |       |
| 400 metros                 | E     | F     | F     |       |       |       |
| 800 metros                 |       |       |       |       |       | F     |
| 1500 metros                |       | F     | F     |       |       |       |
| 5000 metros                | F     |       |       |       |       |       |
| 10000 metros               |       |       |       |       |       | F     |
| 110 metros com barreiras   |       | E     | F     |       |       |       |
| 400 metros com barreiras   |       | E     | E     | F     | F     |       |
| 3000 metros com obstáculos |       |       |       |       |       | F     |
| Revezamento 4x100 metros   |       |       |       | F     | F     |       |
| Revezamento 4x400 metros   |       |       |       |       |       | F     |
| 20 km marcha atlética      | F     |       |       |       |       |       |
| 50 km marcha atlética      | F     |       |       |       |       |       |
|                            |       |       |       |       |       |       |
| Salto em distância         | F     |       |       |       |       |       |
| Salto triplo               |       |       |       | F     | F     |       |
| Salto em altura            |       | F     | F     |       |       |       |
| Salto com vara             |       |       |       |       |       | F     |
| Arremesso de peso          |       |       |       | F     | F     |       |
| Arremesso de disco         |       |       |       |       |       | F     |
| Lançamento de dardo        |       | F     | F     |       |       |       |
| Lançamento de martelo      | F     |       |       |       |       |       |
|                            |       |       |       |       |       |       |
| Decatlo                    | F     | F     | F     |       |       |       |

| Evento↓Data →              | Ter 5 | Qua 6 | Qua 6 | Qui 7 | Qui 7 | Sex 8 |
| -------------------------- | ----- | ----- | ----- | ----- | ----- | ----- |
| 100 metros                 |       | E     | F     |       |       |       |
| 200 metros                 |       |       |       | E     | F     |       |
| 400 metros                 | E     | F     | F     |       |       |       |
| 800 metros                 |       |       |       |       |       | F     |
| 1500 metros                |       | F     | F     |       |       |       |
| 5000 metros                |       |       |       | F     | F     |       |
| 10000 metros               | F     |       |       |       |       |       |
| 100 metros com barreiras   |       | E     | F     |       |       |       |
| 400 metros com barreiras   |       |       |       | F     | F     |       |
| 3000 metros com obstáculos |       |       |       |       |       | F     |
| Revezamento 4x100 metros   |       |       |       | F     | F     |       |
| Revezamento 4x400 metros   |       |       |       |       |       | F     |
| 20 km marcha atlética      | F     |       |       |       |       |       |
|                            |       |       |       |       |       |       |
| Salto em distância         |       | F     | F     |       |       |       |
| Salto triplo               |       |       |       | F     | F     |       |
| Salto em altura            | F     |       |       |       |       |       |
| Salto com vara             |       |       |       | F     | F     |       |
| Arremesso de peso          |       |       |       | F     | F     |       |
| Arremesso de disco         |       |       |       | F     | F     |       |
| Lançamento de dardo        |       | F     | F     |       |       |       |
| Lançamento de martelo      | F     |       |       |       |       |       |
|                            |       |       |       |       |       |       |
| Heptatlo                   |       |       |       | F     | F     | F     |

## Medalhistas
Masculino
| Prova                               | Ouro                                                                         | Ouro       | Prata                                                                     | Prata      | Bronze                                                                                    | Bronze     |
| ----------------------------------- | ---------------------------------------------------------------------------- | ---------- | ------------------------------------------------------------------------- | ---------- | ----------------------------------------------------------------------------------------- | ---------- |
| 100 metros detalhes                 | Alonso Edward PAN Panamá                                                     | 10.01      | Alex Quiñónez ECU Equador                                                 | 10.09      | Vitor Hugo dos Santos BRA Brasil                                                          | 10.12      |
| 200 metros detalhes                 | Alex Quiñónez ECU Equador                                                    | 19.93      | Vitor Hugo dos Santos BRA Brasil                                          | 20.21      | Bernardo Baloyes COL Colômbia                                                             | 20.28      |
| 400 metros detalhes                 | Lucas Carvalho BRA Brasil                                                    | 45.61      | Yilmar Herrera COL Colômbia                                               | 45.64      | Winston George GUY Guiana                                                                 | 45.67      |
| 800 metros detalhes                 | Lucirio Garrido VEN Venezuela                                                | 1:51.15    | Jelssin Robledo COL Colômbia                                              | 1:51.50    | Leandro Paris ARG Argentina                                                               | 1:51.94    |
| 1500 metros detalhes                | Carlos Díaz CHI Chile                                                        | 3:50.82    | Willy Canchanya PER Peru                                                  | 3:51.23    | Federico Bruno ARG Argentina                                                              | 3:54.34    |
| 5000 metros detalhes                | Bayron Piedra ECU Equador                                                    | 14:32.47   | Vidal Basco BOL Bolívia                                                   | 14:32.58   | Luis Ostos PER Peru                                                                       | 14:32.79   |
| 10000 metros detalhes               | Iván Darío González COL Colômbia                                             | 30:25.10   | Jorge César Fernández BOL Bolívia                                         | 30:37.29   | Bayron Piedra ECU Equador                                                                 | 30:51.74   |
| 4x100 metros detalhes               | Bernardo Baloyes Diego Palomeque Jessi Chara Jhonny Rentería COL Colômbia    | 38.97      | Alberto Aguilar Alexis Nieves Arturo Ramírez Rafael Vásquez VEN Venezuela | 39.03      | Aldemir da Silva Junior Felipe dos Santos Lucas Carvalho Vítor Hugo dos Santos BRA Brasil | 39.54      |
| 4x400 metros detalhes               | Bernardo Baloyes Diego Palomeque Jelssin Robledo Yilmar Herrera COL Colômbia | 3:04.78    | Alberto Aguilar Freddy Mezones José Meléndez Kelvis Padrino VEN Venezuela | 3:05.75    | Alfredo Sepúlveda Enzo Faulbaum Rafael Muñoz Sergio Aldea CHI Chile                       | 3:11.58    |
| 110 metros com barreiras detalhes   | Eduardo de Deus BRA Brasil                                                   | 13.44      | Fanor Escobar COL Colômbia                                                | 13.61      | Juan Carlos Moreno COL Colômbia                                                           | 13.68      |
| 400 metros com barreiras detalhes   | Guillermo Ruggeri ARG Argentina                                              | 49.28      | Alfredo Sepúlveda CHI Chile                                               | 49.62      | Márcio Teles BRA Brasil                                                                   | 49.78      |
| 3000 metros com obstáculos detalhes | Yuri Labra PER Peru                                                          | 9:01.95    | Gerad Giraldo COL Colômbia                                                | 9:01.99    | Yessy Apaza BOL Bolívia                                                                   | 9:21.81    |
|                                     |                                                                              |            |                                                                           |            |                                                                                           |            |
| 20 km marcha atlética detalhes      | Brian Pintado ECU Equador                                                    | 1:24:56.00 | César Rodríguez PER Peru                                                  | 1:26:23.00 | Yerko Araya CHI Chile                                                                     | 1:29:37.00 |
| 50 km marcha atlética detalhes      | Andrés Chocho ECU Equador                                                    | 3:55:48.00 | Luis Henry Campos PER Peru                                                | 3:59:23.00 | Ronald Quispe BOL Bolívia                                                                 | 4:05:05.00 |
|                                     |                                                                              |            |                                                                           |            |                                                                                           |            |
| Salto em distância detalhes         | Emiliano Lasa URU Uruguai                                                    | 8,26 m     | Paulo Sérgio Oliveira BRA Brasil                                          | 8,12 m     | Alexsandro de Melo BRA Brasil                                                             | 8,09 m     |
| Salto triplo detalhes               | Miguel van Assen SUR Suriname                                                | 16,81 m    | Mateus de Sá BRA Brasil                                                   | 16,76 m    | Leodan Torrealba VEN Venezuela                                                            | 16,23 m    |
| Salto em altura detalhes            | Eure Yáñez VEN Venezuela                                                     | 2,28 m     | Fernando Ferreira BRA Brasil                                              | 2,25 m     | Carlos Layoy ARG Argentina                                                                | 2,25 m     |
| Salto com vara detalhes             | Augusto Dutra de Oliveira BRA Brasil                                         | 5,50 m     | Germán Chiaraviglio ARG Argentina                                         | 5,40 m     | Walter Viáfara COL Colômbia                                                               | 5,00 m     |
| Arremesso de peso detalhes          | Darlan Romani BRA Brasil                                                     | 21,21 m    | Aldo Gonzáles BOL Bolívia                                                 | 18,33 m    | Levin Moreno COL Colômbia                                                                 | 17,60 m    |
| Arremesso de disco detalhes         | Mauricio Ortega COL Colômbia                                                 | 62,10 m    | Juan José Caicedo ECU Equador                                             | 57,37 m    | José Miguel Ballivian CHI Chile                                                           | 52,91 m    |
| Lançamento de dardo detalhes        | Arley Ibargüen COL Colômbia                                                  | 80,11 m    | Leslain Baird GUY Guiana                                                  | 78,65 m    | Braian Toledo ARG Argentina                                                               | 78,57 m    |
| Lançamento de martelo detalhes      | Joaquín Gómez ARG Argentina                                                  | 75,10 m    | Humberto Mansilla CHI Chile                                               | 74,71 m    | Wagner Domingos BRA Brasil                                                                | 72,53 m    |
|                                     |                                                                              |            |                                                                           |            |                                                                                           |            |
| Decatlo detalhes                    | Geormi Jaramillo VEN Venezuela                                               | 7977 pts   | José Gregorio Lemos COL Colômbia                                          | 7757 pts   | Felipe dos Santos BRA Brasil                                                              | 7739 pts   |

Feminino
| Prova                               | Ouro                                                                            | Ouro       | Prata                                                                                   | Prata      | Bronze                                                                            | Bronze     |
| ----------------------------------- | ------------------------------------------------------------------------------- | ---------- | --------------------------------------------------------------------------------------- | ---------- | --------------------------------------------------------------------------------- | ---------- |
| 100 metros detalhes                 | Narcisa Landazuri ECU Equador                                                   | 11.12      | Ángela Tenorio ECU Equador                                                              | 11.13      | Vitória Cristina Rosa BRA Brasil                                                  | 11.23      |
| 200 metros detalhes                 | Vitória Cristina Rosa BRA Brasil                                                | 22.87      | Ángela Tenorio ECU Equador                                                              | 23.07      | Nercely Soto VEN Venezuela                                                        | 23.11      |
| 400 metros detalhes                 | Yenifer Padilla COL Colômbia                                                    | 52.14      | Geisa Coutinho BRA Brasil                                                               | 52.93      | Fernanda Mackenna CHI Chile                                                       | 53.60      |
| 800 metros detalhes                 | Déborah Rodríguez URU Uruguai                                                   | 2:16.21    | Rosangélica Escobar COL Colômbia                                                        | 2:16.89    | María Pía Fernández URU Uruguai                                                   | 2:17.16    |
| 1500 metros detalhes                | Muriel Coneo COL Colômbia                                                       | 4:27.10    | María Pía Fernández URU Uruguai                                                         | 4:30.56    | Micaela Levaggi ARG Argentina                                                     | 4:30.88    |
| 5000 metros detalhes                | Saida Meneses PER Peru                                                          | 16:47.37   | Luz Rojas PER Peru                                                                      | 17:09.59   | Carmen Toaquiza ECU Equador                                                       | 17:16.40   |
| 10000 metros detalhes               | Inés Melchor PER Peru                                                           | 35:57.86   | Gladys Tejeda PER Peru                                                                  | 35:59.45   | Irma Vila BOL Bolívia                                                             | 36:12.74   |
| 4x100 metros detalhes               | Andrea Purica Génesis Romero Luisarys Toledo Nercely Soto VEN Venezuela         | 44.17      | Alinny Delgadillo Carolina Ocampo Danitza Ávila Guadalupe Torrez Nilsa Arce BOL Bolívia | 46.17      | Diana Bazalar Kimberly Cardoza Maite Torres Paola Mautino Silvana Segura PER Peru | 46.43      |
| 4x400 metros detalhes               | Eliana Chávez Melissa González Rosangélica Escobar Yenifer Padilla COL Colômbia | 3:31.87    | Fernanda Mackenna Isidora Jiménez María José Echeverría Martina Weil CHI Chile          | 3:33.42    | Fiorella Chiappe María Ayelén Diogo Noelia Martínez Valeria Barón ARG Argentina   | 3:35.96    |
| 100 metros com barreiras detalhes   | Génesis Romero VEN Venezuela                                                    | 13.08      | Diana Bazalar PER Peru                                                                  | 13.36      | Jenea McCammon GUY Guiana                                                         | 13.39      |
| 400 metros com barreiras detalhes   | Fiorella Chiappe ARG Argentina                                                  | 56.39      | Melissa González COL Colômbia                                                           | 56.86      | Gianna Woodruff PAN Panamá                                                        | 57.68      |
| 3000 metros com obstáculos detalhes | Rina Cjuro PER Peru                                                             | 10:53.83   | Edith Mamani BOL Bolívia                                                                | 10:59.06   | Jhoselyn Camargo BOL Bolívia                                                      | 11:18.63   |
|                                     |                                                                                 |            |                                                                                         |            |                                                                                   |            |
| 20 km marcha atlética detalhes      | Gabriela García PER Peru                                                        | 1:33:11.00 | Ángela Castro BOL Bolívia                                                               | 1:34:25.00 | Maritza Guamán ECU Equador                                                        | 1:36:23.00 |
|                                     |                                                                                 |            |                                                                                         |            |                                                                                   |            |
| Salto em distância detalhes         | Paola Mautino PER Peru                                                          | 6,66 m     | Eliane Martins BRA Brasil                                                               | 6,66 m     | Nathalee Aranda PAN Panamá                                                        | 6,60 m     |
| Salto triplo detalhes               | Núbia Soares BRA Brasil                                                         | 14,59 m    | Silvana Segura PER Peru                                                                 | 13,56 m    | Giselly Landazury COL Colômbia                                                    | 13,46 m    |
| Salto em altura detalhes            | María Fernanda Murillo COL Colômbia                                             | 1,90 m     | Valdiléia Martins BRA Brasil                                                            | 1,83 m     | Amanda Vergara VEN Venezuela                                                      | 1,80 m     |
| Salto com vara detalhes             | Robeilys Peinado VEN Venezuela                                                  | 4,70 m     | Juliana Campos BRA Brasil                                                               | 4,20 m     | Carmen Villanueva VEN Venezuela                                                   | 3,90 m     |
| Arremesso de peso detalhes          | Natalia Duco CHI Chile                                                          | 18,15 m    | Ahymara Espinoza VEN Venezuela                                                          | 18,09 m    | Geisa Arcanjo BRA Brasil                                                          | 17,30 m    |
| Arremesso de disco detalhes         | Andressa de Morais BRA Brasil                                                   | 58,86 m    | Fernanda Martins BRA Brasil                                                             | 57,29 m    | Ailén Armada ARG Argentina                                                        | 48,77 m    |
| Lançamento de dardo detalhes        | Laila Domingos BRA Brasil                                                       | 60,25 m    | María Murillo COL Colômbia                                                              | 58,81 m    | Eloah Scramin BRA Brasil                                                          | 57,42 m    |
| Lançamento de martelo detalhes      | Jennifer Dahlgren ARG Argentina                                                 | 70,98 m    | Rosa Rodríguez VEN Venezuela                                                            | 70,93 m    | Valeria Chiliquinga ECU Equador                                                   | 66,77 m    |
|                                     |                                                                                 |            |                                                                                         |            |                                                                                   |            |
| Heptatlo detalhes                   | Giovana Cavaleti BRA Brasil                                                     | 6081 pts   | Martha Araujo COL Colômbia                                                              | 5719 pts   | Camila Pirelli PAR Paraguai                                                       | 5503 pts   |

## Quadro de medalhas
| Ordem | País          | Medalha de ouro | Medalha de prata | Medalha de bronze | Total | Ordem por total |
| ----- | ------------- | --------------- | ---------------- | ----------------- | ----- | --------------- |
| 1     | BRA Brasil    | 9               | 9                | 9                 | 27    | 1               |
| 2     | COL Colômbia  | 9               | 9                | 5                 | 23    | 2               |
| 3     | PER Peru      | 6               | 7                | 2                 | 15    | 3               |
| 4     | VEN Venezuela | 6               | 4                | 4                 | 14    | 4               |
| 5     | ECU Equador   | 5               | 4                | 4                 | 13    | 5               |
| 6     | ARG Argentina | 4               | 1                | 7                 | 12    | 6               |
| 7     | CHI Chile     | 2               | 3                | 4                 | 9     | 7               |
| 8     | URU Uruguai   | 2               | 1                | 1                 | 4     | 11              |
| 9     | PAN Panamá    | 1               |                  | 2                 | 3     | 9               |
| 10    | SUR Suriname  | 1               |                  |                   | 1     | 12              |
| 11    | BOL Bolívia   |                 | 6                | 4                 | 10    | 7               |
| 12    | GUY Guiana    |                 | 1                | 2                 | 3     | 9               |
| 13    | PAR Paraguai  |                 |                  | 1                 | 1     | 9               |
| TOTAL | TOTAL         | 45              | 45               | 45                | 135   | —               |